# Tomi Pettinen
Tomi Pettinen, född 17 juni 1977 i Ylöjärvi, är en finländsk före detta ishockeyspelare (back) som bl.a. har spelat för Leksands IF.
Innan Pettinen anslöt till Leksands IF spelade han för Frölunda Indians. Han försökte dessförinnan spela sig in i NHL och New York Islanders där han dock endast spelade 24 matcher på tre säsonger men spelade mesta tiden i farmarlaget Bridgeport Sound Tigers. Han har även spelat i finska Ilves och i Lukko.